# Нижня В'язовка
Нижня В'я́зовка (рос. Нижняя Вязовка) — село у складі Бузулуцького району Оренбурзької області, Росія.

## Населення
Населення — 194 особи (2010; 212 у 2002).
Національний склад (станом на 2002 рік):
- росіяни — 85 %